# Deltabox Swingarm
Deltabox Swingarm is de achtervork van de Yamaha crossers uit 1991
Deze waren geconstrueerd volgens het Deltabox-principe. De Deltabox Swingarm was stijver en lichter dan vorige typen.